# Wyeomyia grayii
Wyeomyia grayii är en tvåvingeart som beskrevs av Theobald 1901. Wyeomyia grayii ingår i släktet Wyeomyia och familjen stickmyggor. Inga underarter finns listade i Catalogue of Life.